# Göming
Göming ist eine Gemeinde im österreichischen Bundesland Salzburg im Bezirk Salzburg-Umgebung und hat 766 Einwohner (Stand 1. Jänner 2024).

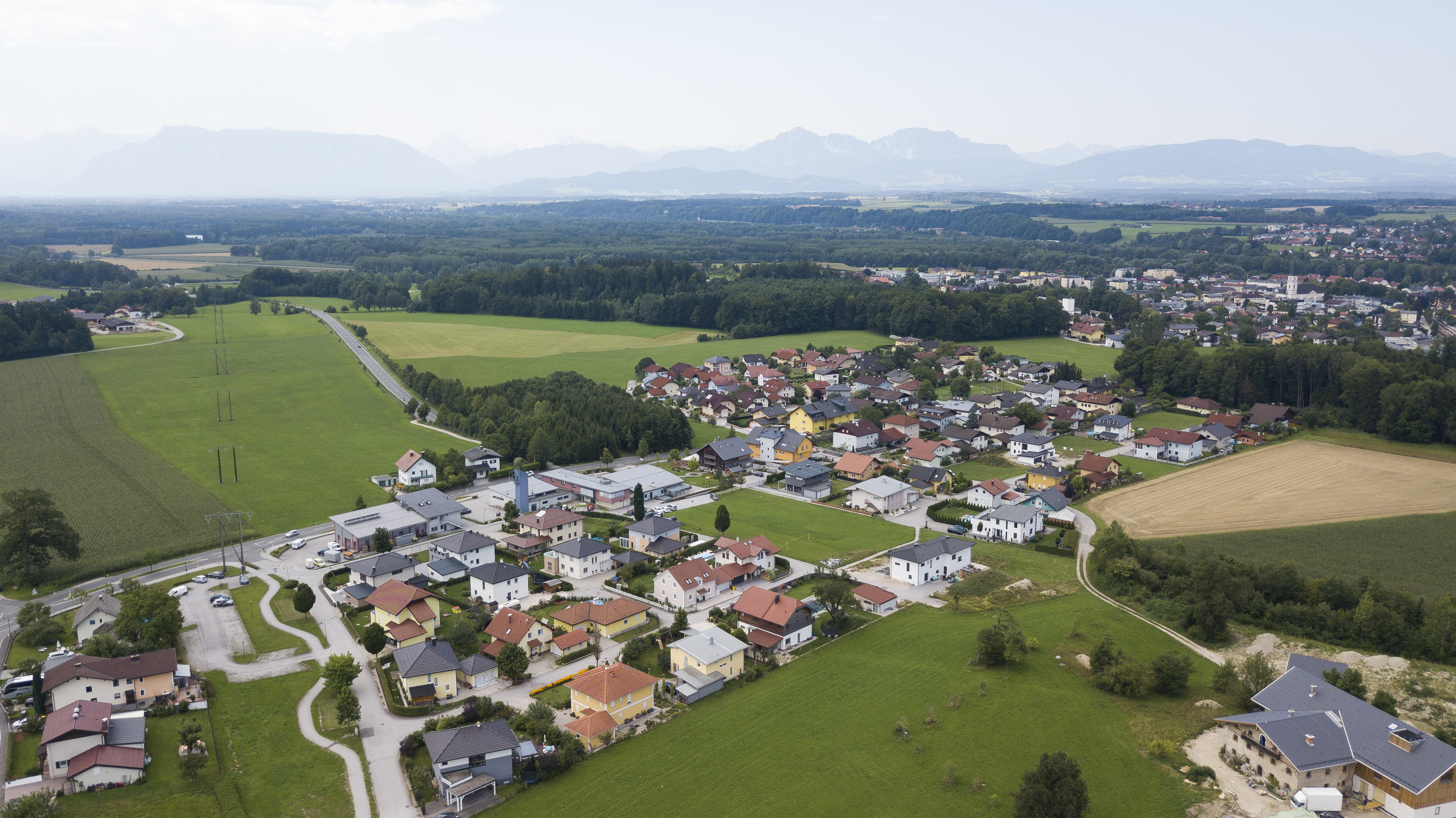
Blick auf Göming

## Geografie
Göming liegt im nördlichen Flachgau im Salzburger Alpenvorland. Das Gelände ist leicht hügelig und weist insgesamt keine großen Höhenunterschiede (< 100 m) auf. Der Ort liegt an keinem größeren Gewässer. Der bedeutendste Bach ist die Oichten, die – soweit sie mit dem Ort in Berührung kommt – gänzlich die Grenze zur Nachbargemeinde Nussdorf am Haunsberg bildet. Ein großer Teil der westlichen Gemeindehälfte ist Wasserschutzgebiet.
Ein großer Teil der Gemeindefläche wird landwirtschaftlich genutzt. Zusätzlich gibt es neben den verbauten Gebieten einige Waldflächen.

### Gemeindegliederung
Das Gemeindegebiet umfasst folgende sieben Ortschaften (in Klammern Einwohnerzahl Stand 1. Jänner 2024):
- Bulharting (55) samt Gröm-Graben, Littich und Wachtberg
- Dreimühlen (40)
- Göming (451) samt Kirchgöming
- Gunsering (40)
- Kemating (105) samt Eberharten und Furt
- Mittergöming (23)
- Reinberg (52) samt Eßtal

Die Gemeinde besteht aus der Katastralgemeinde Göming.
Göming ist Teil des Gerichtsbezirk Seekirchen am Wallersee.

### Nachbargemeinden
|                        | Lamprechtshausen                            |                      |
| Oberndorf bei Salzburg | Kompassrose, die auf Nachbargemeinden zeigt |                      |
|                        |                                             | Nußdorf am Haunsberg |

## Geschichte
Der Ort Göming ist urkundlich erstmals ca. 1090 als Gebiningen erwähnt und bezieht sich auf den Wohnsitz einer Sippschaft um eine Person namens Gebeno. Im 12. Jahrhundert ist das Geschlecht der hier ansässigen Gebeninger bekannt. Ebenfalls 1090 belegt ist der Name der Ortschaft Kemating als Cheminatingun und bezeichnet allgemein eine Wohnstätte von Personen. Die Ortschaft Gunsering ist erstmals 1230/40 in der Form Gunthering bezeugt. Der früheste Beleg liegt für die Ortschaft Bulharting vor, die bereits rund 1072 als Pulhvting urkundlich aufscheint und sich auf den Wohnplatz einer Person wahrscheinlich mit dem althochdeutschen Namen Bulhut bezieht.
Seit 1848 ist Göming eine im heutigen Sinne autonome Gemeinde.

## Politik

### Gemeinderat
| Gemeinderatswahl 2024Wahlbeteiligung: 76,5 % 9080706050403020100 84,4 % (+12,4 %p)15,6 % (−0,5 %p)n. k. % (−11,8 %p) ÖVPSPÖFPÖ20192024 |

Die Gemeindevertretung hat insgesamt 9 Mitglieder.
- Mit den Gemeindevertretungs- und Bürgermeisterwahlen in Salzburg 2004 hatte die Gemeindevertretung folgende Verteilung: 9 ÖVP.
- Mit den Gemeindevertretungs- und Bürgermeisterwahlen in Salzburg 2009 hatte die Gemeindevertretung folgende Verteilung: 9 ÖVP.[3]
- Mit den Gemeindevertretungs- und Bürgermeisterwahlen in Salzburg 2014 hatte die Gemeindevertretung folgende Verteilung: 8 ÖVP, und 1 SPÖ.[4]
- Mit den Gemeindevertretungs- und Bürgermeisterwahlen in Salzburg 2019 hatte die Gemeindevertretung folgende Verteilung: 7 ÖVP, 1 SPÖ und 1 FPÖ.[5]
- Mit den Gemeindevertretungs- und Bürgermeisterwahlen in Salzburg 2024 hat die Gemeindevertretung folgende Verteilung: 8 ÖVP und 1 SPÖ.[6]

|  | Hier fehlt eine Grafik, die leider im Moment aus technischen Gründen nicht angezeigt werden kann. Wir arbeiten daran! |

### Bürgermeister
- bis 1994 Josef Buchwinkler (ÖVP)[7]
- 1994–2008 Rudolf Felber (ÖVP)[8]
- seit 2008 Werner Fritz (ÖVP)[9]

### Wappen
Das Wappen der Gemeinde ist: „In Grün ein schreitender halber goldbewehrter silberner Hirsch.“

## Kultur und Sehenswürdigkeiten

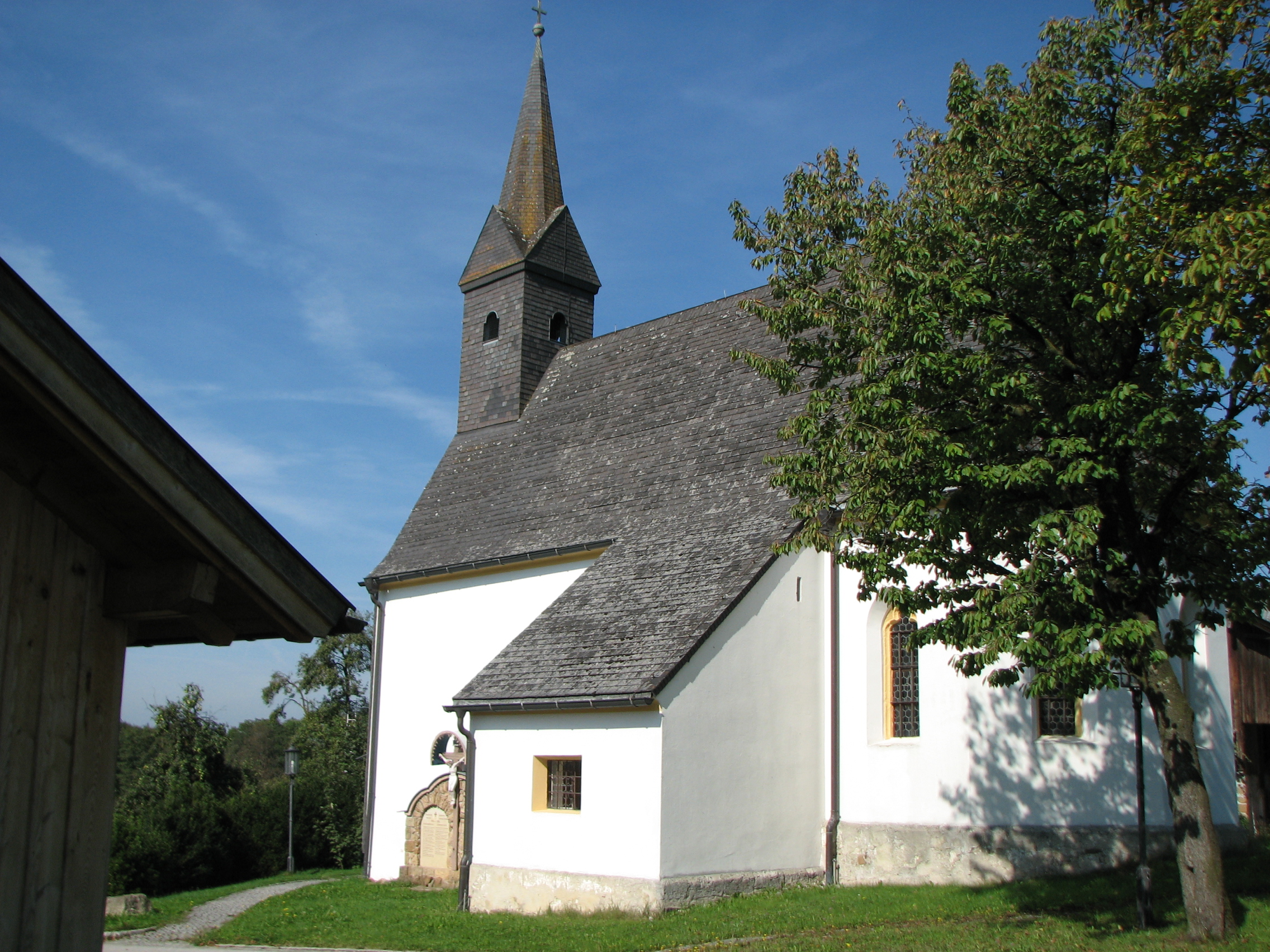
Filialkirche Göming

- Katholische Filialkirche Göming hl. Maximilian

## Wirtschaft und Infrastruktur

### Wirtschaftssektoren
Von den 34 landwirtschaftlichen Betrieben des Jahres 2010 wurden 27 im Haupt- und sieben im Nebenerwerb geführt. Die Haupterwerbsbauern bewirtschafteten 95 Prozent der Flächen. Im Produktionssektor beschäftigten sich sechs Betriebe mit der Herstellung von Waren, sechs waren Baufirmen. Mehr als 250 Menschen waren mit der Warenherstellung beschäftigt. Die größten Arbeitgeber im Dienstleistungssektor waren die Bereiche Handel und Beherbergung und Gastronomie.
| Wirtschaftssektor            | Anzahl Betriebe | Anzahl Betriebe | Erwerbstätige | Erwerbstätige |
| Wirtschaftssektor            | 2011            | 2001            | 2011          | 2001          |
| ---------------------------- | --------------- | --------------- | ------------- | ------------- |
| Land- und Forstwirtschaft 1) | 34              | 36              | 47            | 48            |
| Produktion                   | 12              | 12              | 270           | 355           |
| Dienstleistung               | 34              | 10              | 66            | 15            |

1) Betriebe mit Fläche in den Jahren 2010 und 1999
| Im Jahr 2011 lebten 386 Erwerbstätige in Göming. Fast hundert davon arbeiteten in der Gemeinde, drei Viertel pendelten aus. Genau so viele Menschen wie auspendelten, kamen auch zur Arbeit nach Göming. - Eisenbahn: Göming liegt an der Bahnlinie von Lamprechtshausen nach Salzburg mit einer halbstündlichen Schnellbahnverbindung. - Straße: Durch das westliche Gemeindegebiet verläuft die Lamprechtshausener Straße B156. | Hier fehlt eine Grafik, die leider im Moment aus technischen Gründen nicht angezeigt werden kann. Wir arbeiten daran! |

## Persönlichkeiten

### Söhne und Töchter der Gemeinde
- Rupert Wolfgruber (1913–1993), Politiker (ÖVP) und Landwirt